# Arderás conmigo
Arderás conmigo es una película española dirigida por Miguel Ángel Sánchez en el año 2001.

## Argumento
Laura, una tímida profesora de misteriosa belleza, inicia una apasionada relación con uno de sus alumnos, un adolescente marginal llamado Israel. El joven empieza a frecuentar la decadente mansión en la que Laura vive con sus abuelos, Irene y Luis, con el propósito de aprovecharse de ella. En el transcurso de esos encuentros clandestinos estalla la violencia, revelando inesperadamente los oscuros secretos que se esconden en la casa, y conduciendo la relación de la pareja hacia un juego cada vez más peligroso, en el que ya no se sabe quién utiliza y quién es utilizado.